# Hanging Around (песня The Cardigans)
«Hanging Around» — песня шведской группы The Cardigans, ставшая третьим синглом с четвёртого студийного альбома группы Gran Turismo. Авторами песни стали вокалистка группы Нина Перссон и Питер Свенсон. Сингл вышел в июле 1999 года. Песня добралась до 17 места хит-парада Великобритании UK Singles Chart. Режиссёром видеоклипа «Hanging Around» стала Софи Мюллер; клип создан по мотивам фильма «Отвращение» Романа Полански 1965 года, где Нина Перссон изображает главную героиню фильма Кэрол.

## Список композиций
| №  | Название                                 | Длительность |
| -- | ---------------------------------------- | ------------ |
| 1. | «Hanging Around (Alternative Radio Mix)» | 3:41         |
| 2. | «My Favourite Game (Rollo’s Mix)»        | 6:37         |
| 3. | «Hanging Around (Nåid Remix)»            | 4:10         |
| 4. | «Hanging Around (CD-Rom Video)»          | 3:41         |

| №  | Название                                  | Длительность |
| -- | ----------------------------------------- | ------------ |
| 1. | «Hanging Around (Radio Version)»          | 3:43         |
| 2. | «Hanging Around (Jasmine St. Claire Mix)» | 4:49         |
| 3. | «Hanging Around (Nåid Remix)»             | 4:10         |
| 4. | «Erase / Rewind (Director’s Cut Video)»   | 3:35         |

## Позиции в чартах
| Чарт (1999)                     | Наивысшая позиция |
| ------------------------------- | ----------------- |
| Шотландия (OCC Scotland)        | 19                |
| Великобритания (OCC UK Singles) | 17                |